# Mondo Mini Shows
Mondo Mini Shows (también conocido como Mondo Media) es una empresa que produce la animación dirigida a adolescentes y adultos jóvenes. "Mondo Mini Shows" se distribuyen como una compañía de animación del canal virtual a través de Internet, pódcast y teléfonos móviles. El mundo del espectáculo de mayor éxito se ha convertido en una franquicia mundial y ha sido adaptado a series de televisión, vídeos, videojuegos, además de venderse productos con motivos de la serie. Fue fundada el 15 de septiembre de 1998 como The Mondo Show Company, hasta el 2003 cambia de nombre por The Mondo Mini Studios.
Dick Figures que se adapta a una película teatral, tiene una línea de mercadería y fue nominado para un Premio Annie a la Mejor Dirección en una Televisión Animada u otra Producción de Locales, y Deep Space 69.
Otras series distribuidas por Mondo Media presentan destacados escritores y actores de voz. La corta serie Off The Curb protagoniza a los actores de voz Carlos Alazraqui, Cedric Yarbrough, John Di Maggio, Fred Tatasciore y Gary Anthony Williams. El Sr. Wong fue creado y expresado por los escritores Pam Brady y Kyle McCulloch de South Park.
Según la revista AdAge en enero de 2013, Mondo Media fue el canal de YouTube más popular y mejor clasificado de todos los tiempos, con 1.300 millones de visitas y 1.3 millones de suscriptores.
En 2013, Bite se asoció con Mondo Media y YouTube para crear Bite on Mondo, un programa en el que los creadores de contenido lanzaron ideas para nuevos espectáculos. Los lanzamientos son financiados a través de Mondo y usan la popularidad de YouTube para decidir si serán recogidos o no. Los lanzamientos ganadores se emitieron en Bite el 29 de agosto de 2014. En octubre de 2014, la empresa matriz Blue Ant Media, Mondo Media y Corus Entertainment anunciaron que Teletoon emitiría una nueva serie con cortos del programa. Se esperaba que se estrenara en 2016 en Teletoon at Night, pero en su lugar se estrenó el 4 de septiembre de 2015 como Night Sweats en Adult Swim Canadá.
En 2015, Mondo Media produjo la comedia animada de bocetos Like, Share, Die en la red de cable Fusion. Cada episodio de 15 minutos de la serie consta de varias animaciones Flash cortas de Mondo Media. La compañía produce animación para Fusion, MTV y Adult Swim.

## Lista de series
- Happy Tree Friends (1999 - 2023)
- Dick Figures (2010 - 2015)
- Baman Piderman (2008 - 2012)
- Buddhist Monkey (2009 - presente)
- Candy Hole (2011)
- Alice in Wonderland (1998 - 2002)
- The God & Devil Show  (1999 - 2001)
- Bad Hybrid (2012, como piloto)
- Queer Duck (2002 - 2004)
- Dirty Shorts (2012 - presente)
- Hard Drinkin' Lincoln (2000 - 2004)
- Handle With Care (1998 - 2004)
- Heavy Metal Guy (2003 - 2008, 2010 - 2012)
- Inspector Beaver (2001 - 2007)
- Jesus & His Brothers (2008 - 2010)
- Explosive (2004 - 2007)
- Flammable (1999 - 2001)
- Gundarr (2011-2016)
- Like, News (2000 - 2009, 2011)
- Absolute Zero (1998 - 2002)
- Piki & Poko (2005 - 2007)
- Poker Night (2006 - 2009)
- Trailer Court (2007 - presente)
- Thugs on Film (2008 - presente)
- This Modern World (2010 - presente)
- larva de televisión (2012 - presente)
- Zombie College (2009 - presente)
- Spiral (2005 - cancelado, solo duró 2 episodios)
- Navy Bear (2006 - 2010)
- Gone Bad (2002 - 2006)
- bigfish (2003 - 2007)
- Dr. Tran (1999 - 2002, 2007 - 2009)
- Goodbye Kitty (2009 - 2011)
- Pilots (programas nuevos que se suben para ver si le agradan al público)
- Acorn Madness (2020)
- The Bedfellows (2012 - 2016)
- Bigfoot (2023-)

## Lista de películas
- Dick Figures: La Película (2013)